# Itzimté

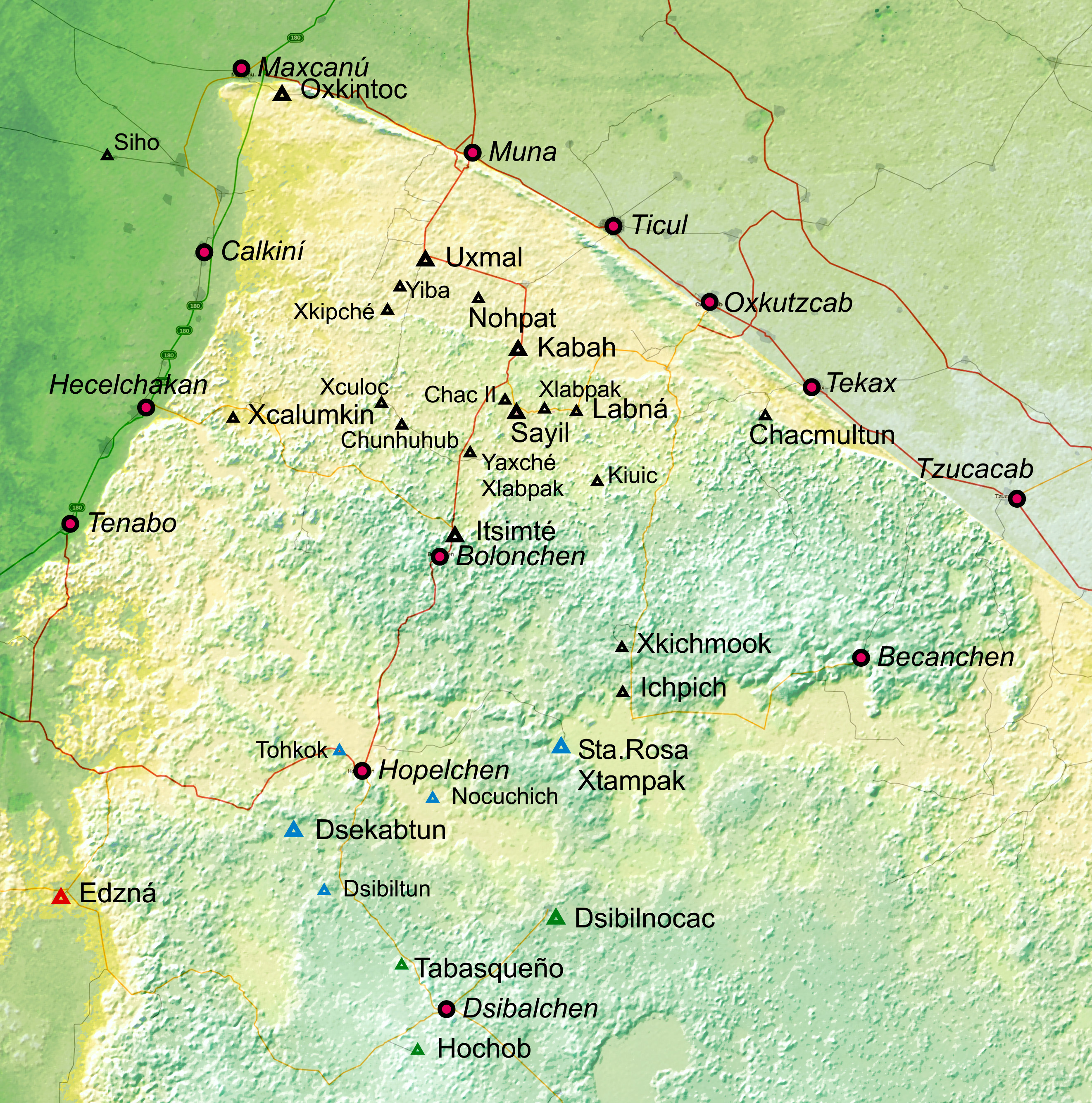
Zentrale Lage von Itzimté in der Puuc-Region

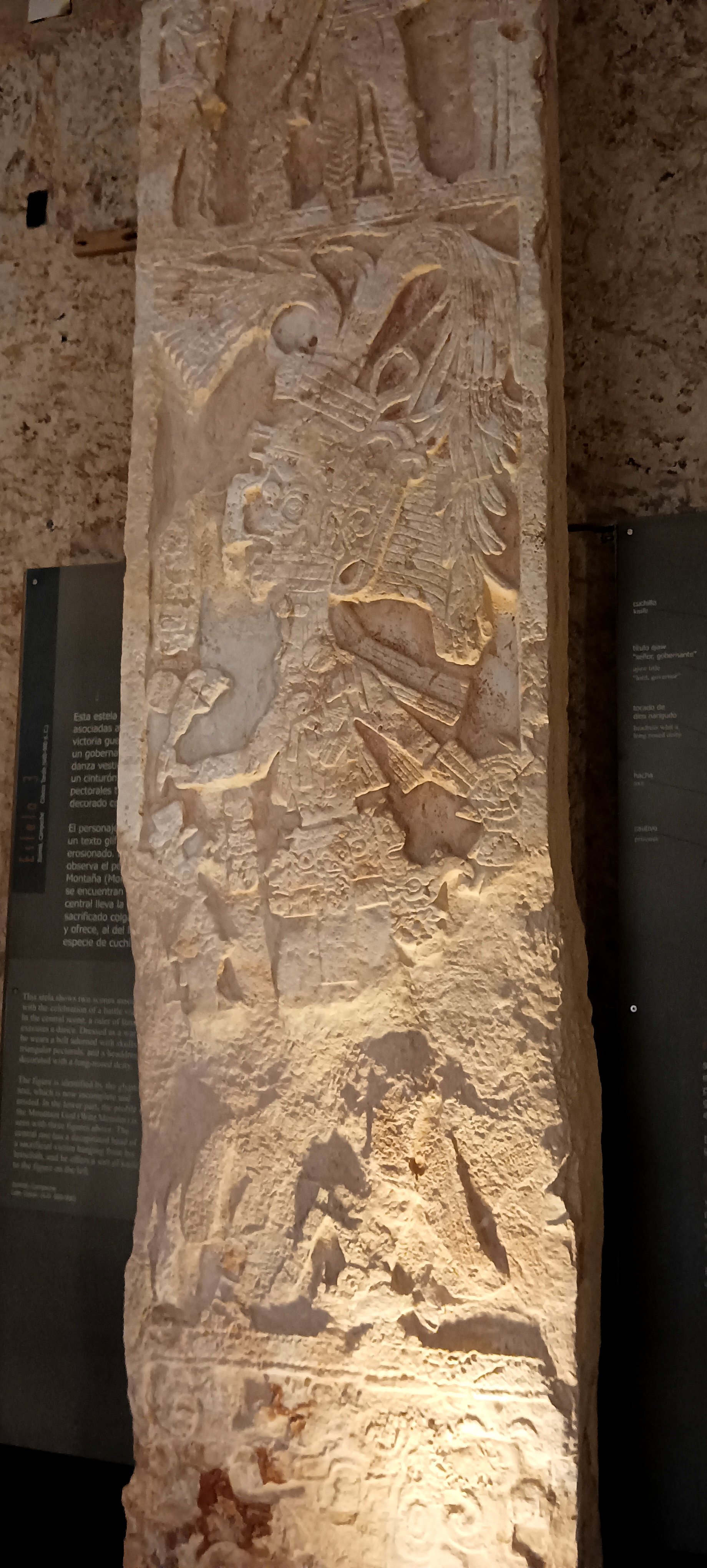
Stele 3 – Museo de Arquitectura Maya Baluarte de la Soledad

Itzimté ist eine archäologische Stätte der Maya-Kultur in der Gemeinde Hopelchén im Norden des mexikanischen Bundesstaat Campeche in der Nähe der Stadt Bolonchén de Rejón.

## Geschichte
Itzimté liegt in der Puuc-Region, auch die Architektur wird dem Puuc-Stil zugerechnet. Die Stätte war ein Zentrum der Spätklassik, mit mehreren Plattformen, Palästen, Tempeln, Sacbeob und einem Ballspielplatz. Die hier geborgenen 12 Stelen und ein Türsturz tragen Inschriften der Langen Zählung im Zeitraum 9.15.0.0.0 (731) bis 10.4.1.0.0 (910). Damit ist Itzimté der Ort mit dem jüngsten gesicherten Datum der klassischen Maya-Kultur. Aus den Inschriften sind sechs oder sieben Herrscher, meist im kriegerischen Ornat, bekannt.

## Anlage
Insgesamt sind wenigstens 63 Bauwerke und 37 Strukturen ermittelt, die wie bei den Maya üblich, in verstreuten Gruppen angeordnet sind. Trotz jahrelanger Entnahme von Steinen von als Baummaterial, wodurch einige Gebäude bis zur Unkenntlichkeit abgerissen wurden, sind noch große Architekturen vorhanden.
Eine herausragende Gruppe bilden die Gebäude 1 bis 4, welche auf einer erhöhten Plattform stehen. Die Gruppe verfügt noch über eine Höhe von 13 m über dem Boden bzw. 8,5 m über der Plattform. Die Räume sind bemerkenswert groß, als beispielhafte Abmaße werden eine Grundfläche von 13,2 × 2,85 m und 4,25 m Höhe genannt. Auf dem Putz der erhaltenen Wand von Gebäude 4 ist ein gemaltes Hieroglyphenband zu erkennen. Eine weitere Gruppe bilden die Bauwerke 16 bis 19, wobei letzteres 9 m Höhe aufweist.
Das größte Bauwerk (63) mit einer Höhe von 22 m, gliedert sich über einer pyramidenförmige Basis in über Treppen verbundene Terrassen bzw. Plattformen mit mindestens zehn Räumen.

## Forschungsgeschichte

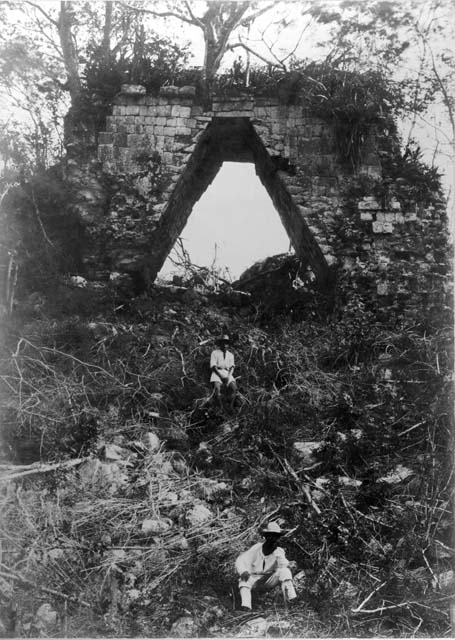
Großer Bogen in Itzimté, 1887 fotografiert von Teobert Maler

Itzimté wurde erstmals 1842 vom John Lloyd Stephens aufgesucht und dokumentiert. Er verfasste eine knappe Beschreibung seiner dortigen Funde. Bereits zu dieser Zeit war die Stätte unter dem Namen Itzimté bekannt und wies Anzeichen von Steinplünderung als Baummaterial auf. 1887 erreichte Teobert Maler Itzimté. Er machte Fotos der Hauptstrukturen und berichtete über schwerwiegende Plünderung. Er schreibt: 

„Itzimté gehört zu den größten Städten mayanischer Zivilisation und hat Riesenbauten, wie man sie nur in Kabah, Nohpat, Uxmal und ähnlichen Hauptstädten antrifft. Die Nähe einer spanischen Niederlassung – sei es Dorf, sei es Hacienda – macht jedoch die Erhaltung eines Ruinenortes gänzlich unmöglich, und bei der unheilbaren Zerstörungswut der gegenwärtigen Bevölkerung des Landes und ihrem unbesiegbaren Widerwillen, mittels der ihnen durch die moderne Zivilisation gebotenen hölzernen Werkzeuge Steine vom Felsen zu brechen, so wie es die alten Maya mit ihren bei weitem unvollkommeneren getan, bleibt kein, auch nicht der edelste Prachtbau verschont.“

In den 1970er Jahren wurden mehrere Stelen aus Itzimté in das Museo de Arquitectura Maya Baluarte de la Soledad in Campeche gebracht, wo sie heute ausgestellt sind. Die Stätte selbst ist überwiegend von Vegetation überwachsen und nicht zugänglich.